# Joseph Lydon
Joseph Patrick "Joe" Lydon (Swinford, Mayo, Irlanda, 2 de febrer de 1878 - Saint Louis, 19 d'agost de 1937) va ser un boxejador estatunidenc de primers del segle xx. El 1904 va prendre part en els Jocs Olímpics de Saint Louis, on guanyà la medalla de bronze en la prova de pes wèlter. També disputà la prova de pes lleuger, en què quedà eliminat en quarts de final per Jack Egan.
En aquests mateixos Jocs també guanyà la medalla de plata en la competició de futbol formant part del Christian Brothers College.